# Joaquim Raimundo de Lamare
Joaquim Raimundo de Lamare, Visconde de Lamare GCNSC (Rio de Janeiro, 15 de outubro de 1811 — 10 de junho de 1889) foi um militar e político brasileiro.
Foi presidente da Província de Mato Grosso, nomeado por carta imperial de 5 de setembro de 1857, de 28 de fevereiro de 1858 a 13 de outubro de 1859 e da Província do Grão-Pará de 1 de junho de 1867 a 6 de agosto de 1868.
Foi deputado geral, presidente de província, ministro da Marinha (ver Gabinete Olinda de 1862) e senador do Império do Brasil de 1882 a 1889. Gentil-Homem da Casa Imperial, era Veador da Casa Imperial, Guarda Roupa de Sua Majestade e membro do Conselho.
Na vida familiar, pertencia à nona geração de descendentes do nobre Jean de la Mare, normando do século XVI oficial integrante das forças armadas de Henrique IV de França. O nobre Jean de la Mare fixou-se em Schleswig-Holstein, Dinamarca à época, era casado com a nobre Louise de Troismonts, e tiveram o filho Emanuel de la Mare. Este último casou-se com a nobre dinamarquesa Marie Elisabeth von Halle, e tiveram o filho Kaj de la Mare, oficial do Exército da Dinamarca. Kaj de la Mare, barão dinamarquês e senhor do castelo de Aggersbøl, casou-se com a nobre Catherine Elisabeth Sehested, e tiveram o filho Hieronymus de la Mare. Este último casou-se com a nobre Lucie Emmerentia von Brockdorff, que através do seu pai o barão dinamarquês e conde do Sacro Império, Ditlev von Brockdorff carregou esses títulos de nobreza para o seu descendente, Ditlev de la Mare. Este último mudou-se para Portugal por volta de 1760 para um cargo de adido e instrutor militar, casando-se com a nobre Rosa Bragança de Moraes e Menezes, descendente da Casa de Bragança. Dentre os filhos de Ditlev e de Rosa estão Rodrigo Antônio de Lamare e Joaquim Raimundo de Lamare, que vieram com corte portuguesa para o Brasil em 1808. Este último Joaquim de Lamare era o pai de Joaquim Raimundo  comandou uma das naus que transportaram a corte portuguesa ao Brasil na fuga da invasão napoleônica, seguiu carreira na Armada Imperial e atingiu o posto de vice-almirante.   
Um de seus filhos, Joaquim de Lamare, foi um dos primeiros presidentes do então Botafogo Football Club, onde diferentes filhos dele (netos de Joaquim Raimundo) jogaram no início do século XX: um deles, Adhemaro de Lamare, participou do jogo de estreia do clube, em 1904. Outros, Abelardo de Lamare e Rolando de Lamare, estiveram no primeiro título isolado do time no campeonato carioca, em 1910. Abelardo foi também o artilheiro daquela edição, e junto de Rolando esteve na equipe que participou do primeiro jogo da Seleção Brasileira, em 1914.